# Dalsheimer Bürgel
Der Dalsheimer Bürgel ist eine 84 Hektar große Weinlage und eine der renommiertesten Einzellagen der Doppelgemeinde Flörsheim-Dalsheim im rheinhessischen Wonnegau in Rheinland-Pfalz. Weine dieser Lage können als „Großes Gewächs“ vermarktet werden, sofern noch andere Qualitätsmerkmale erfüllt werden.

## Lage, Klima, Boden
Die Weinlage Bürgel erstreckt sich in einer geschützten Südlage, die westlich der Fleckenmauer des Ortsteils Dalsheim vorgelagert ist. Sie ist Teil der Großlage „Burg Rodenstein“ des Weinbaugebiets Rheinhessen und wird nördlich von der Einzellage „Steig“ und südlich von der Einzellage „Goldberg“ begrenzt.
Die Lage befindet sich in 150 bis 260 m ü. NHN, der Steigungswinkel beträgt 20 % bis 35 % und hat eine die Exposition von Südost bis Süd. Der Boden besteht aus Kalksteinbraunlehm (Terra fusca) in der Oberschicht, wie sie nur auf alten Landoberflächen fern von aktiver Erosion vorkommt. Der fette, zähe, stark ocker färbende Lehm verhindert aufgrund seiner Durchlässigkeit Staunässe.
Neben dem Riesling werden im Bürgel bevorzugt die klassischen weißen und rote Burgundersorten angebaut. Das Spitzenprodukt des Sekthauses Raumland aus dem „Bürgel“ ist eine Cuvée aus Pinot Noir, Pinot Meunier und Chardonnay.

## Besitz
Im Bürgel begütert sind zum Beispiel die Weingüter Axel Müller, Schales, Göhring, Ulrich Goldschmidt, Scherner-Kleinhanß, Fuchs, Strubel Weingut Engel und Klaus Peter Keller.